# Carlos Ribeiro Diniz
Carlos Ribeiro Diniz (Luminárias, 2 de fevereiro de 1919 – Belo Horizonte, 8 de julho de 2002) foi um médico, bioquímico, pesquisador e professor universitário brasileiro.
Comendador da Ordem Nacional do Mérito Científico e membro titular da Academia Brasileira de Ciências, foi pesquisador e professor emérito da Universidade Federal de Minas Gerais. Foi um dos pioneiros no estudo de venenos de escorpiões, aranhas e serpentes no Brasil.

## Biografia
Carlos nasceu na cidade de Luminárias, em Minas Gerais, em 1919. Era filho do fazendeiro Leopoldo Oscar Ribeiro e Marieta Carolina Diniz. Muito curioso e afeito à leitura desde tenra idade, era conhecido como “doutorzinho” no meio rural onde vivia. Aos 5 anos foi enviado para um colégio interno em Lavras, por vontade do pai, que acreditava que o filho poderia ter outra vida além da de agricultor.
Como sempre demonstrou grande curiosidade pela formação e transformação da matéria, essa característica o fez ser reconhecido como “doutorzinho” no meio rural onde vivia. No final da década de 1930, Carlos se mudou para Belo Horizonte, a fim de cursar Faculdade de Medicina da Universidade Federal de Minas Gerais (UFMG). Já na graduação interessou-se pela fisiologia, disciplina lecionada pelo professor José Baeta Vianna, um dos pioneiros da pesquisa experimental no Brasil.
A convite do professor Vianna começou a trabalhar em seu laboratório, participar de reuniões científicas e a treinar com química analítica, além de fazer revisão de literatura biomédica. A geração de Baeta foi a primeira a usar a bioquímica moderna em laboratórios clínicos em Belo Horizonte e a formar mão de obra especializada.
Carlos se formou em 1943 e foi convidado por Vianna a ser seu assistente na Faculdade de Medicina. Defendeu tese de livre-docência em 1948 e no mesmo ano foi convidado para trabalhar no Instituto Biológico de São Paulo e na Escola Paulista de Medicina. Carlos também lecionou na Faculdade de Medicina da Universidade de São Paulo, onde foi professor assistente, titular e chefe de departamento e de pesquisa. Em 1952, mudou-se para Ribeirão Preto para auxiliar Moura Gonçalves na instalação do Departamento de Bioquímica da recém-fundada Faculdade de Medicina.
Junto de Moura Gonçalves, Carlos começou a pesquisa sobre a peçonha do escorpião Tityus serrulatus, cuja natureza química e propriedades farmacológicas eram pouco estudadas na época e definiu uma linha de pesquisa em que trabalhou até o fim da vida, a química e o mecanismo de ação dos componentes das glândulas veneníferas de animais peçonhentos. Esteve nos Estados Unidos com bolsa da Fundação Rockefeller onde realizou vários cursos de extensão no final da década de 1950.
Trabalhou com Mauricio Rocha e Silva no projeto da bradicinina, usada em medicamentos de controle da hipertensão. No começo da década de 1960, a convite do diretor da Faculdade de Medicina da Universidade Federal de Minas Gerais (UFMG), Carlos se tornou chefe do departamento de Bioquímica. Dividido entre São Paulo e Belo Horizonte, Carlos também participou da reformulação dos cursos do Instituto de Ciências Biológicas da UFMG.
Em 1975, criou a Biobrás, empresa para produção de enzimas, situada em Montes Claros, e que nasceu a partir de projetos do curso de pós-graduação em biotecnologia da UFMG. Na década de 1980, participou da fundação da Fundação de Amparo à Pesquisa de Minas Gerais (Fapemig) e, a convite do então governador, Tancredo Neves, a assumir a superintendência da Fundação Ezequiel Dias. Foi o responsável pela reformulação e modernização do processo de produção de soros da Funed, criando várias linhas de pesquisa.

## Vida pessoal
Em 1948, Carlos casou-se com Maria da Conceição Vasconcellos Diniz, com quem teve cinco filhos: Carlos Henrique, Marcelo, Rogério, Miguel e André. Marcelo Ribeiro Vasconcelos Diniz, também é pesquisador da área de bioquímica.

## Morte
Aposentado da universidade, Carlos continuava trabalhando com pesquisa e orientação de alunos. Carlos teve um AVC e morreu em 8 de julho de 2002, em Belo Horizonte, aos 83 anos.

## Legado
O Prêmio de Incentivo à Pesquisa Professor Carlos Ribeiro Diniz, da Fundação Ezequiel Dias, leva seu nome e premia anualmente estudantes de nível médio e de graduação que apresentam trabalhos científicos.